# Droga krajowa nr 223 (Kostaryka)
Droga krajowa nr 223 (hiszp. Ruta Nacional Secundaria 223/Ruta 223) – jedna z dróg krajowych w Kostaryce. Znajduje się ona w prowincjach Puntarenas.

## Opis
W prowincji Puntarenas droga krajowa nr 223 przebiega przez kanton Osa (przez dystrykty Palmar i Sierpe).